# Eleni Klapanara
Eleni Klapanara (griechisch Ελένη Κλαπαναρά, * 2. November 1973, Griechenland) ist eine griechische Radrennfahrerin, die im Bahnradsport aktiv war und Teil des Nationalteams war. Sie nahm mit dem Team an den UCI-Bahn-Weltmeisterschaften 2010 teil.